# 3 000 mètres steeple masculin aux Jeux olympiques d'été de 1928
Pour un article plus général, voir Athlétisme aux Jeux olympiques d'été de 1928.
Navigation
Paris 1924 Los Angeles 1932
L'épreuve du 3 000 mètres steeple masculin aux Jeux olympiques de 1928 s'est déroulée les 1er et 4 août 1928 au Stade olympique d'Amsterdam, aux Pays-Bas.  Elle est remportée par le Finlandais Toivo Loukola.

## Résultats

### Finale
| Rang               | Athlète         | Pays       | Temps  | Notes |
| ------------------ | --------------- | ---------- | ------ | ----- |
| Médaille d'or      | Toivo Loukola   | Finlande   | 9:21.8 |       |
| Médaille d'argent  | Paavo Nurmi     | Finlande   | 9:31.2 |       |
| Médaille de bronze | Ove Andersen    | Finlande   | 9:35.6 |       |
| 4                  | Nils Eklöf      | Suède      | 9:38.0 |       |
| 5                  | Henri Dartigues | France     | 9:40.0 |       |
| 6                  | Lucien Duquesne | France     | 9:40.5 |       |
| 7                  | Melvin Dalton   | États-Unis |        |       |
| 8                  | William Spencer | États-Unis |        |       |
|                    | Ville Ritola    | Finlande   |        | DNF   |

## Légende
Records et Performances
- AR : Record continental (area record)
- CR : Record des championnats (championship record)
- MR : Record du meeting (meet record)
- NR : Record national (national record)
- OR : Record olympique (olympic record)
- PR : Record paralympique (paralympic record)
- PB : Record personnel (personal best)
- SB : Meilleure performance personnelle de la saison (season's best)
- WL : Meilleure performance mondiale de l'année (world leader)
- WJR : Record du monde junior (world junior record)
- WR : Record du monde (world record)

Circonstances et Conditions
- DNF : N'a pas terminé (did not finish)
- DNS : N'a pas pris le départ (did not start)
- DQ : Disqualification (disqualification)
- NM : Aucun essai valable enregistré (No Mark)
- Q : Qualifié « directement » au prochain tour (ou à la prochaine compétition), lors d'une compétition majeure, grâce au classement ou à la réalisation des minima (automatic qualifier)
- q : Qualifié au prochain tour (ou à la prochaine compétition), lors d'une compétition majeure, grâce au repêchage ou à la réalisation de l'une des meilleures performances parmi celles des « non qualifiés directement » (grâce au meilleur temps ou à la meilleure distance par exemple) (secondary qualifier)